# Episodi di Pappa e ciccia (ottava stagione)
L'ottava stagione della serie televisiva Pappa e ciccia, venne trasmessa negli Stati Uniti sulla ABC dal 19 settembre 1995 al 21 maggio 1996.
In Italia, venne trasmessa su Canale 5 nel 1997.
| n° | Titolo originale                      | Prima TV USA      | Prima TV Italia |
| -- | ------------------------------------- | ----------------- | --------------- |
| 1  | Shower the People You Love with Stuff | 19 settembre 1995 | 1997            |
| 2  | Let Them Eat Junk                     | 26 settembre 1995 | 1997            |
| 3  | Roseanne in the Hood                  | 17 ottobre 1995   | 1997            |
| 4  | The Last Date                         | 24 ottobre 1995   | 1997            |
| 5  | Halloween: the Final Chapter          | 31 ottobre 1995   | 1997            |
| 6  | The Fifties Show                      | 7 novembre 1995   | 1997            |
| 7  | The Getaway, Almost                   | 14 novembre 1995  | 1997            |
| 8  | The Last Thursday in November         | 21 novembre 1995  | 1997            |
| 9  | Of Mice and Dan                       | 28 novembre 1995  | 1997            |
| 10 | Direct to Video                       | 5 dicembre 1995   | 1997            |
| 11 | December Bride                        | 12 dicembre 1995  | 1997            |
| 12 | Thrilla Near Vanilla                  | 2 gennaio 1996    | 1997            |
| 13 | The White Sheep of the Family         | 9 gennaio 1996    | 1997            |
| 14 | Becky Howser, M.D.                    | 16 gennaio 1996   | 1997            |
| 15 | Out of the Past                       | 6 febbraio 1996   | 1997            |
| 16 | Construction Junction                 | 13 febbraio 1996  | 1997            |
| 17 | We're Going to Disney World           | 20 febbraio 1996  | 1997            |
| 18 | Disney World War II                   | 27 febbraio 1996  | 1997            |
| 19 | Springtime for David                  | 12 marzo 1996     | 1997            |
| 20 | Another Mouth to Shut Up              | 26 marzo 1996     | 1997            |
| 21 | Morning Becomes Obnoxious             | 9 aprile 1996     | 1997            |
| 22 | Ballroom Blitz                        | 30 aprile 1996    | 1997            |
| 23 | The Wedding                           | 7 maggio 1996     | 1997            |
| 24 | Heart & Soul                          | 14 maggio 1996    | 1997            |
| 25 | Fights and Stuff                      | 21 maggio 1996    | 1997            |